# Reino Unido no Festival Eurovisão da Canção Júnior
O Reino Unido participou pela primeira vez no Festival Eurovisão da Canção Júnior na edição inaugural de 2003, que teve lugar em Copenhaga, na Dinamarca. A ITV, organização membro da United Kingdom Independent Broadcasting (UKIB) e da União Europeia de Radiodifusão (EBU), foi responsável pelo processo de seleção de sua participação de 2003 a 2005. O Reino Unido utilizou um formato de seleção nacional, transmitindo um programa intitulado Junior Eurovision Song Contest: The British Final, pela sua participação nos concursos. O primeiro representante da nação a participar do concurso de 2003 foi Tom Morley com a música "My Song For The World", que terminou em terceiro lugar entre dezesseis inscrições participantes, alcançando cento e dezoito pontos. O Reino Unido desistiu de competir após o concurso de 2005, mas voltou ao concurso em 2022 em Yerevan, Armênia, com a British Broadcasting Corporation (BBC) substituindo a ITV como emissora do país.

## História
O Reino Unido é um dos dezesseis países que fez sua estreia no primeiro Festival Eurovisão da Canção Júnior, que aconteceu em 15 de novembro de 2003 no Fórum em Copenhague, Dinamarca. O cantor infantil Tom Morley foi o primeiro participante a representar o Reino Unido com a música "My Song For The World", que terminou em terceiro lugar entre dezesseis inscrições participantes, alcançando uma pontuação de cento e dezoito pontos. Morley e Cory Spedding (2004) cantaram pela paz no mundo e Joni Fuller (2005) descreveu seus sentimentos.
O melhor resultado do país no concurso foi a segunda colocação em 2004 com a música "The Best is Yet to Come". O participante britânico restante terminou na décima quarta posição em 2005. Em 2003, o concurso foi transmitido ao vivo no canal principal ITV1, mas a emissora decidiu relegar o concurso e a final nacional para o canal digital ITV2 pelos próximos dois anos devido aos fracos índices de audiência naquele ano, antes de sua retirada total em 2006. A a transmissão atrasada, composta por destaques, foi ao ar no canal principal em 2004 e 2005. O festival inaugural, transmitido ao vivo pela ITV1, teve em média 5 milhões de telespectadores. 1,9 milhões assistiram ao concurso de 2004 em atraso no ITV1 (221.000 assistiram à cobertura ao vivo no ITV2). Em 2005, o concurso foi assistido por 700.000 espectadores no ITV1 (queda de 63,16% em comparação com os números de 2004), com 171.000 assistindo ao vivo no ITV2 (queda de 22,62% em comparação com 2004).
O concurso de 2004 originalmente deveria ter sido organizado pela Carlton Television para a ITV em Manchester. Em maio de 2003, foi confirmado que o Reino Unido participaria em Copenhague e sediaria a próxima edição. A ITV anunciou então em maio de 2004 que, por razões financeiras e de agendamento, o concurso não aconteceria no Reino Unido, afinal. Em Agosto de 2004, foi noticiado que a Granada Television, que teria co-produzido o programa com Carlton, tinha decidido desistir do acordo alegando que o orçamento original atribuído de 1 500 000 euros para produzir o concurso era demasiado pequeno. A EBU teria oferecido mais 900 000 euros de financiamento para produzir o concurso, mas a ITV afirmou que teria custado quase 2 500 000 euros para o fazer e pediu à EBU que encontrasse uma nova emissora anfitriã. Pensa-se também que outro factor para a sua decisão foram os índices de audiência do ITV nos anos anteriores, que ficaram abaixo do valor esperado.
Em 21 de novembro de 2013, foi revelado que a 98.8 Castle FM, com sede em Edimburgo (não membro da EBU), transmitiria o concurso de 2013 ao vivo para ouvintes na Escócia. Os direitos de transmissão foram oferecidos pela EBU aos seus membros, no entanto, quando ninguém no Reino Unido aceitou a oferta, a Castle FM (anteriormente conhecida como Leith FM) aceitou.
Foi anunciado em 16 de outubro de 2014 que o concurso de 2014 seria transmitido em uma estação de rádio em todo o Reino Unido. Cinco estações de rádio locais transmitiram o concurso, uma na Inglaterra (103 The Eye, atrasada) e no País de Gales (Oystermouth Radio), e três na Escócia (K107 em Kircaldy, Radio Six International em Glasgow e Shore Radio em Edimburgo). Cotswold FM, Fun Kids, Oystermouth Radio, Radio Six International e Shore Radio transmitiram o concurso de 2015 ao vivo com comentários novamente fornecidos por Ewan Spence. Em 9 de novembro de 2016, a Radio Six International anunciou que iria transmitir o concurso de 2016 ao vivo.

### Estreia do País de Gales
A emissora galesa Sianel Pedwar Cymru (S4C) demonstrou interesse em participar pelo Reino Unido em 2008, na esperança de partilhar a língua galesa com um público mais vasto. Antes da transição para o digital, o concurso seria, portanto, uma transmissão bilingue que seria transmitida no País de Gales em analógico e em S4C Digidol no resto do Reino Unido.No final, a S4C optou por não transmitir o concurso. S4C anunciou em 9 de maio de 2018 que estrearia no Junior Eurovision Song Contest 2018, a ser realizado em Minsk, Bielorrússia. No entanto, a S4C desistiu do concurso em 2020, citando a pandemia de COVID-19 como o motivo da sua desistência, e não regressou ao concurso desde então..
Também foi relatado que a emissora escocesa BBC Alba também estava em negociações com a EBU para permitir a participação da Escócia em 2020, tendo estreado anteriormente no Coro da Eurovisão em 2019. No entanto, em 29 de junho de 2019, a BBC Alba anunciou que não iria estrear em 2020.

### 2022-Presente
Em julho de 2020, foi relatado que a British Broadcasting Corporation (BBC) estava considerando a participação no próximo festival em Varsóvia. O Reino Unido não apareceu na lista oficial de participantes divulgada pela EBU em 8 de setembro de 2020. Num evento de imprensa do Festival Eurovisão da Canção Júnior em maio de 2021, a EBU afirmou que estava trabalhando para trazer o Reino Unido de volta ao concurso, possivelmente para a edição de 2021. No entanto, mais uma vez o Reino Unido não apareceu na lista final de participantes do concurso de 2021 que decorreu em Paris. Em 17 de dezembro de 2021, numa conferência de imprensa entre a France Télévisions e o supervisor executivo do Festival Eurovisão da Canção Júnior, Martin Österdahl afirmou estar positivo sobre as conversações entre a União Europeia de Radiodifusão e a BBC sobre um potencial regresso do Reino Unido ao concurso no futuro. Em 11 de janeiro de 2022, especulou-se que a BBC pretendia retornar ao concurso em 2023, ano que marca o 20º aniversário do primeiro concurso. Em 25 de agosto de 2022, foi confirmado que o Reino Unido retornaria ao concurso em 2022, com a BBC substituindo a ITV como emissora do país. A BBC selecionou internamente Freya Skye para representar o Reino Unido com a música "Lose My Head" após processo de audição realizado pela emissora. O retorno britânico foi um sucesso, com Skye ficando em quinto lugar com 146 pontos, vencendo a votação online. Em 2023, a BBC deu continuidade ao processo interno, selecionando o grupo feminino Stand Uniqu3 para representar o Reino Unido em Nice, França, com a música "Back To Life". Na competição, o Reino Unido melhorou para o quinto lugar, ficando em quarto lugar geral com 160 pontos, o melhor resultado para o Reino Unido desde 2004.
Apesar dos bons resultados alcançados em 2022 e 2023, em 21 de junho de 2024, a BBC anunciou que o Reino Unido se retiraria em 2024. De acordo com um artigo publicado pelo The Euro Trip Podcast no mesmo dia, um porta-voz da BBC afirmou o seguinte: "Às vezes temos que tomar decisões difíceis e a BBC não participará do Festival Eurovisão da Canção Júnior este ano. Gostaríamos agradecer aos artistas e equipes criativas que representaram o Reino Unido nos últimos dois anos." Além disso, o canal CBBC, que transmitiu o concurso de 2022 e 2023, está programado para fechar em 2025 e ser substituído por um serviço online, o que pode coincidir com a desistência, pois o concurso é um evento ao vivo e requer transmissão contínua ao vivo. Também foi sugerido que a baixa audiência do concurso júnior no Reino Unido, que passou da BBC One para a BBC Two em 2023, também poderia ser uma razão que apoiou a retirada do país em 2024.
Apesar disso, se o Reino Unido não competir no concurso, abre a possibilidade de competirem países individuais que compõem o país, incluindo o País de Gales, que já competiu duas vezes anteriormente, em 2018 e 2019 com a emissora galesa S4C. Isto também significa que a Escócia poderia estrear-se no concurso, tendo competido no Coro da Eurovisão em 2019, com a emissora escocesa BBC Alba. Atualmente, nenhum país do Reino Unido confirmou a intenção de retornar (País de Gales) ou estrear (Inglaterra, Irlanda do Norte e Escócia) na competição de 2024 ou posteriores.

## Idiomas a concurso
| Idioma | Vezes |
| ------ | ----- |
| Inglês | 5     |

## Participação
Legenda
     Vencedor
     2.º lugar
     3.º lugar
     Pontuação Nula ("Null Points")/Último Lugar
     Melhor classificação (fora do top 3)
     Qualificação para a final (fora do top 3)
     País-anfitrião
     Desclassificado
| #                                | Ano              | Artista        | Língua         | Canção                                                     | Tradução                  | Lugar          | Pontos         |
| -------------------------------- | ---------------- | -------------- | -------------- | ---------------------------------------------------------- | ------------------------- | -------------- | -------------- |
| 1º                               | Copenhaga 2003   | Tom Morley     | Inglês         | "My song for the world" C & L:Tom Morley                   | Minha música para o mundo | 3º             | 118            |
| 2º                               | Lillehammer 2004 | Cory Spedding  | Inglês         | "The best is yet to come" C & L:Cory Spedding              | O melhor está por vir     | 2º             | 140            |
| 3º                               | Hasselt 2005     | Joni Fuller    | Inglês         | "How does it feel?" C & L:Joni Fuller                      | Como é?                   | 14º            | 28             |
| Não participou entre 2005 e 2021 |                  |                |                |                                                            |                           |                |                |
| 4º                               | Erevan 2022      | Freya Skye     | Inglês         | "Lose My Head" C & L:Amber Van Day, Deepend, Jack Hawitt   | Perder Minha Cabeça       | 5º             | 146            |
| 5º                               | Nice 2023        | Stand Uniqu3   | Inglês         | "Back to Life" C & L:Jack Hawitt, Jakke Erixson, Sky Adams | De volta à vida           | 4º             | 160            |
|                                  | Madrid 2024      | Não participou | Não participou | Não participou                                             | Não participou            | Não participou | Não participou |

## Comentadores e porta-vozes
| Ano(s)    | Canal                      | Comentador                                                       | Porta-voz         | Ref.          |
| --------- | -------------------------- | ---------------------------------------------------------------- | ----------------- | ------------- |
| 2003      | ITV1                       | Mark Durden-Smith and Tara Palmer-Tomkinson                      | Sasha Stevens     | [ 35 ]        |
| 2004      | ITV2 (live) ITV1 (delayed) | Matt Brown                                                       | Charlie Allan     | [ 35 ]        |
| 2005      | ITV2 (live) ITV1 (delayed) | Michael Underwood                                                | Vicky Gordon      | [ 35 ]        |
| 2006–2012 | Sem transmissão            | Sem transmissão                                                  | Não participou    |               |
| 2013      | 98.8 Castle FM             | Ewan Spence and Luke Fisher                                      | Não participou    | [ 36 ] [ 37 ] |
| 2014      | Várias estações de rádio   | Ewan Spence                                                      | Não participou    | [ 38 ]        |
| 2015      | Várias estações de rádio   | Ewan Spence                                                      | Não participou    | [ 39 ]        |
| 2016      | Várias estações de rádio   | Ewan Spence, Lisa-Jayne Lewis, Sharleen Wright and Ben Robertson | Não participou    | [ 40 ] [ 41 ] |
| 2017      | Radio Six International    | Ewan Spence and Lisa-Jayne Lewis                                 | Não participou    | [ 42 ]        |
| 2018      | Radio Six International    | Ewan Spence, Sharleen Wright and Ben Robertson                   | Não participou    | [ 43 ]        |
| 2019      | Fun Kids                   | Ewan Spence                                                      | Não participou    | [ 44 ]        |
| 2020      | Radio Six International    | Ewan Spence and Ellie Chalkley                                   | Não participou    | [ 45 ]        |
| 2021      | Sem transmissão            | Sem transmissão                                                  | Sem transmissão   |               |
| 2022      | CBBC, BBC One              | Lauren Layfield and Hrvy                                         | Tabitha Joy       | [ 46 ] [ 47 ] |
| 2023      | CBBC, BBC Two              | Lauren Layfield and Hrvy                                         | Charlie Poissenot | [ 48 ] [ 49 ] |